# أحداث جنوب العراق (نيسان 2022)
الهجوم على مقرات الحركة الصرخية هي سلسلة من الأحداث الشغبية التي حصلت في جنوب العراق في شهر أبريل من العام 2022 حيث هاجم مجموعات من سكان المدن العراقية مكاتب ومساجد ومراكز التي تتبع لرجل الدين محمود الصرخي في عدد من مدن العراق بسبب إصداره لفتاوى وبيانات دينية تتعارض مع عقائد الشيعة وصفها بعض الناس «بالإنحرافية»، وبعد إلقاء أحد أتباعه خطبة في أحد المساجد الشيعية في محافظة بابل يوم الجمعة المصادف 8 أبريل 2022 دعى فيها إلى هدم قبور أئمة الشيعة في العراق لأنها خلاف الدين وعقيدة التوحيد على حسب وصفه ، حيث كانت هذه الخطبة هي التي أشعلت هذه الأحداث والفوضى العارمة في العراق وأثارت هذه القضية الرأي العام في الشارع العراقي خاصة وأحدثت جدلًا واسعًا بين مسلمين الشيعة عامةً.

## خلفية
يعد رجل الدين محمود الحسني الصرخي من أبرز الشخصيات الشيعية جدلًا بسبب أفكاره الغريبة المتعارضة مع عقائد المتعارفة بين الشيعة وفتاويه ذات تشدد التي تنص على هدم المراقد الشيعية ومهاجمة الحوزات والمرجعيات المعاصرة عند الشيعة لانها باطلة حسب قوله ، كانت بداية نشاطاته في نهاية تسعينيات القرن الماضي بعد مقتل الزعيم الشيعي محمد محمد صادق الصدر حيث أدعى أنه حصل على إجازه الإجتهاد التي تخوله للتصدي للمرجعية منه وخرج بخطاب أنتقد فيه مرجعية علي السيستاني، وبذلك أصبح الصرخي مرجعًا شيعيًا يتبع الناس على الرغم من وجود شك في أعلميته حيث يتهم بعض مراجع الشيعة ومقلدو أستاذه الصدر أنه لم يحصل على أي أجازه تجعله أن يصبح مرجعًا وأنه شخص مدسوس لغرض أثاره الفتنة بين الشيعة في فكرهم، بعد 2003 زادت حركته توسعا في العراق وأخذ يظهر بشكل متكرر بين فترة وأخرى في كل مرة يظهر فيها يترك جدالاً في الشارع الشيعي منها محاولة أغتياله والإعتداءات عليه بعد حرب العراق وإعلانه ببطلان مرجعية السيستاني ووصفه نظام ولاية الفقيه في إيران بولاية الطاغوت  في بداية العقد السابق وأجازته بالطم على طريقة الراب في عام 2019 وصولا إلى دعوته إلى هدم قبور أئمة الشيعة في العراق عام 2022.

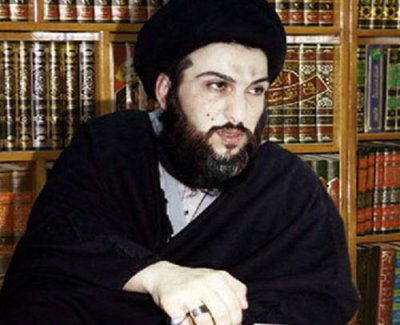
محمود الصرخي

## التسلسل الزمني للاحداث
- 8 أبريل - ألقى أحد أتباع الصرخي المدعو «شيخ علي المسعودي» خطبة في يوم الجمعة بحسينية الفتح المبين الموجودة في قضاء الحمزة الغربي في محافظة بابل إعترض فيها على المراقد الشيعية، وكانت هذه الخطبة هي التي أججت هذه الأحداث.[2]
- 10 أبريل - خروج المئات في احتجاجات طالت في محافظتي ذي قار وبابل رداً على هذه الخطبة داعين بوقف نشاطات الحركة الصرخية.[6][7]
- 11 أبريل -
  - تمكن جهاز الأمن الوطني العراقي في محافظة بابل من إلقاء القبض على علي المسعودي صاحب الخطبة الصرخية.[8]
  - زعيم التيار الصدري مقتدى الصدر يمهّل محمود الحسني الصرخي ثلاثة أيام للتبرؤ من خطيب المسجد الذي أساء للمراقد الشيعية.[9]
  - أعلنت وزارة الداخلية العراقية في بيان نشرته وكالة الأنباء العراقية بإصدار أمر إغلاق مقار حركته التي وصفتها الوزارة بـ «المنحرفة»، دون تسميتها.[10]
- 12 أبريل -
  - خروج احتجاجات واسعة في عدة مناطق في محافظة بغداد منها الكاظمية والشعب والبياع والنهروان وإغلاق عدد من مكاتب التابعة للحركة الصرخية من قبل السكان المحليين.[11]
  - مجموعة من أهالي النجف يلقون قصيدة تندد بأفعال الصرخيون في وقفة احتجاجية.[12]
- 13 أبريل -
  - استمرار الاعتقالات في صفوف الصرخيين من قبل جهاز الأمن الوطني، حيث ألقي القبض على 29 آخرين متورطين في عمليات تطرف ديني وزعزعة الأمن في العراق في محافظات بغداد وذي قار وبابل والقادسية والمثنى والبصرة وميسان وواسط والنجف.[13]
  - إستمرار الاحتجاحات تقودها المواكب الحسينية والعشائر العراقية في محافظة القادسية ومحافظة كربلاء ومحافظة البصرة ومحافظة المثنى وقضاء قلعة سكر وقضاء الشطرة وقضاء الرفاعي وقضاء عفك وقضاء الفهود وقضاء المسيب وقضاء الحمزة الغربي جنوبي العراق.[14]
  - محكمة تحقيق العمارة تصدر مذكرة قبض بحق المتهم محمود عبد الرضا محمد المعروف بـ 'محمود الصرخي'.[15]
  - مجلس القضاء الأعلى العراقي يصدر مذكرة قبض بحق الصرخي بتهمة التطرف.[16]
  - هدم آخر مسجد للصرخيين في القاسم بمحافظة بابل كونه مسجد ضرار.[17]
- 14 أبريل -
  - أهالي الشامية يهجمون على مقرات الصرخي في المدينة.[18]
  - أهالي منطقة أبو الخستاوي في قضاء المحاويل يغلقون مكاتب الصرخي في المنطقة.[19]
- 15 أبريل - استمرار عمليات القبض على أفراد الحركة الصرخية من قبل قوات الأمن، حيث دوهمت منطقة الحيانية في محافظة البصرة وأعتقل أمام مسجد أشترك في أفعال التحريض على هدم القبور المشيدة للائمة، فضلاً عن مداهمة جميع مكاتب الحركة الصرخية في العديد من المدن العراقية وإغلاقها.[20]

## ردود الفعل
- الشيخ أحمد سلمان: وصف الحركات الساعية إلى هدم مراقد ال البيت «ما هي إلّا أصبع في أيادي تحمل المعول لهدم التشيع من الداخل».[21]
- رشيد الحسيني وكيل السيستاني: وصف فكر الحركة الصرخية بأنها «فكر وهابي بلباس شيعي».[22]
- مقتدى الصدر: قال في حق هذه الأحداث في تغريدة على تويتر «ما حدث من ردة فعل شعبية ضد المحسوبين على المذهب المطالبين بهدم المراقد لأمر مستحسن، فهو دفاع عن الدين والمذهب وعشق للمعصومين سلام الله عليهم أجمعين وهي غضبة حق لكن عليهم التورع عن هدم المساجد وحرقها وتخريبها فضلا عن تفجيرها، والاكتفاء بغلقها ومنع أصحاب الفتنة من إقامة شعائرهم المشبوهة فيها. فهدم المساجد لا يقل خطورة عن هدم المراقد، فحافظوا على مقدساتكم ومساجدكم ودور عبادتكم رجاء أكيداً.» [23]
- عمار الحكيم: «إنها فتنة لاستغلال الظرف السياسي» [24]
- محافظ بابل حسن منديل السرياوي: أكد محافظ بابل لقناة زاكروس قائلًا «تم تنفيذ الإجراءات القانونية بحق مكاتب رجل الدين الصرخي وأتباعه».[25]
- محكمة الاتحادية العليا: «"اصدرت المحكمة مذكرة القبض وفق احكام المادة (372) عقوبات التي تنص على معاقبة من يعتدي بأحد الطرق العلانية على معتقد لأحدى الطوائف الدينية او حقّر من شعائرها"».[26]
- ديوان وقف الشيعي: «أعلن ديوان الوقف الشيعي في العراق إتخاذه الإجراءات القانونية بحق فئة ضالة أساءت للعتبات المقدسة ومتابعة التحقيقات القضائية بحقهم».[27]

## شُبَه دينية
يحتج أتباع الصرخي بعدد من الروايات الدينية في جواز هدم القبور المشيدة ومنها:
- 1-رواية لجعفر الصادق تقول «أمرني أبي أن اجعل ارتفاع قبره أربع أصابع مفرجات، وذكر أن الرش بالماء حسن». [أ]
- 2-رواية أخرى تقول «قَالَ أَمِيرُ الْمُؤْمِنِينَ بَعَثَنِي رَسُولُ اللَّهِ فِي هَدْمِ الْقُبُورِ وَكَسْرِ الصُّوَرِ».{{مر|ب|}[ب]}

بينما أحتجت المجاميع المعترضة في جواز هدم مساجد التابعة للحركة الصرخية بايات قرانية ومنها:
- 1- « وَالَّذِينَ اتَّخَذُوا مَسْجِدًا ضِرَارًا وَكُفْرًا وَتَفْرِيقًا بَيْنَ الْمُؤْمِنِينَ وَإِرْصَادًا لِمَنْ حَارَبَ اللَّهَ وَرَسُولَهُ مِنْ قَبْلُ وَلَيَحْلِفُنَّ إِنْ أَرَدْنَا إِلَّا الْحُسْنَى وَاللَّهُ يَشْهَدُ إِنَّهُمْ لَكَاذِبُونَ * لَا تَقُمْ فِيهِ أَبَدًا لَمَسْجِدٌ أُسِّسَ عَلَى التَّقْوَى مِنْ أَوَّلِ يَوْمٍ أَحَقُّ أَنْ تَقُومَ فِيهِ فِيهِ رِجَالٌ يُحِبُّونَ أَنْ يَتَطَهَّرُوا وَاللَّهُ يُحِبُّ الْمُطَّهِّرِينَ * أَفَمَنْ أَسَّسَ بُنْيَانَهُ عَلَى تَقْوَى مِنَ اللَّهِ وَرِضْوَانٍ خَيْرٌ أَمْ مَنْ أَسَّسَ بُنْيَانَهُ عَلَى شَفَا جُرُفٍ هَارٍ فَانْهَارَ بِهِ فِي نَارِ جَهَنَّمَ وَاللَّهُ لَا يَهْدِي الْقَوْمَ الظَّالِمِينَ * لَا يَزَالُ بُنْيَانُهُمُ الَّذِي بَنَوْا رِيبَةً فِي قُلُوبِهِمْ إِلَّا أَنْ تَقَطَّعَ قُلُوبُهُمْ وَاللَّهُ عَلِيمٌ حَكِيمٌ». [ج]
- 2- « فَقَالُوا ابْنُوا عَلَيْهِم بُنْيَانًا ۖ رَّبُّهُمْ أَعْلَمُ بِهِمْ ۚ قَالَ الَّذِينَ غَلَبُوا عَلَىٰ أَمْرِهِمْ لَنَتَّخِذَنَّ عَلَيْهِم مَّسْجِدًا». [د]

## هوامش
[أ].^ تهذيب الأحكام 1: 321 ح 934، أن قبور آل البيت والصحابة في العراق وغيره من البلدان ذات التواجد الشيعي فيها في الواقع كما هي لم يُتلاعب بها وأن مشاهد الأضرحة والقباب هي مجرد علامات للقبر تدل عليه والبناء هو مكروه وليس محرم فيعتقد الشيعة هناك فرقاً بين مايبنى على القبر وما يُوضع من علامة له حوله.
[ب].^ صحيح مسلم ج3 ص269، أولًا مقصد الحديث قبور المشركين التي كانت تضع عليها صور وتماثيل وتعبد من دون الله، ثانياً الشيعة لا تأخد بصحيح مسلم، ثالثاً ذكر في أدعية زيارات قبر النبي والإمام علي فضل التوجه نحو القبة أو مشهد القبر وهذا مايثبت شرعية البناء حول القبر.
[ج].^ سورة التوبة 107-110، أتهم المحتجون مساجد الصرخي مثل مسجد ضرار الذي أمر النبي بحرقه لأنه لم يبنى لأجل الله وأنما لغرض الفتنة.
[د].^ سورة الكهف 21، يستدل فقهاء الشيعة بهذه الآية في جواز بناء القبور.